# Dayton Triangles
Los Dayton Triangles fueron una de las franquicias originales de la American Professional Football Association (la actual National Football League) en 1920. Los Triangles tenían su base en Dayton, Ohio, y tomaron su nombre de su estadio local, el Triangle Park (capacidad de 5,000 personas), localizado al norte de Dayton. Fueron el equipo del camino de más larga duración en la NFL (1920-1929), y el último hasta la llegada de los Dallas Texans en 1952.

## Primeras temporadas
Patrocinados por las compañías Dayton Engineering Laboratories Company (Delco), la Dayton Metal Products Company y la Domestic Engineering Company (Delco-Light), los Triangles existieron como un equipo semiprofesional a principios de los años 1910s, jugando en contra de equipos fuertes del área de Ohio y del Oeste de Pensilvania. El 3 de octubre de 1920, los Triangles ganaron su primer juego en la APFA en contra de los Columbus Panhandles por 14-0 en el Triangle Park. El punto más alto de la temporada de 1920 para los Triangles fue un empate por 20-20 en su estadio en contra de los Canton Bulldogs de Jim Thorpe; fue la primera vez que otro equipo podía anotarles tres touchdowns a los Bulldogs desde 1915. Los Triangles iban ganando por 20-14, hasta que Thorpe logró conectar dos field goals para empatar el juego. Después de jugar seis partidos en esa temporada, los Triangles iban invictos (4-0-2) pero en los últimos tres juegos perdieron dos de ellos ante los primeros campeones de la NFL, los Akron Pros, terminando la temporada de 1920 con una marca de 5-2-2. 

## Declive
Los Triangles nunca volvieron a ser un equipo compatitivo en la NFL. Al final de los años 20s eran uno de los peores equipos de la liga, de 1923 a 1929 solo ganaron 5 juegos de los 51 en que participaron. Finalmente el 12 de julio de 1930, una coalición de empresas con base en Brooklyn, dirigidos por John Dwyer compró a los Triangles; la franquicia se mudó a Brooklyn y fue renombrada como los Brooklyn Dodgers.
Con varias transacciones, se podría decir de alguna manera que los Triangles aún existen. En años posteriores, los Brooklyn Dodgers se fusionarían con los Boston Yanks en 1945; en 1949, los Yanks se mudaron a Nueva York y se convirtieron en los New York Bulldogs; la franquicia de los Bulldogs (renombrada como los New York Yanks en 1950) fue "regresada" a la NFL en 1952 y se le otorgó a un grupo de Texas, que fundaron a los Dallas Texans; los Texans se disolvieron después de una sola temporada y fueron devueltos de nuevo a la NFL. Lo que quedó del equipo fue otorgado a un grupo en la ciudad de Baltimore para formar a los Baltimore Colts; los Colts se mudaron a la ciudad de Indianápolis en 1984 y aún juegan como los Indianapolis Colts. De esa forma se puede argumentar que los Triangles aún existen, por lo menos de manera indirecta. Sin embargo, tanto los Colts como la NFL oficialmente reconocen a la franquicia de los Baltimore/Indianapolis Colts como una franquicia separada, y no como una continuación de la línea de los Triangles-Texans.

## Dayton Triangles Soccer Club
Durante los años 70s, los Dayton Triangles Soccer Club revivieron el nombre y gozaron de cierto éxito y reconocimiento como un exitoso club de soccer juvenil (y después como semiprofesionales). Al igual que el equipo de fútbol americano, tomaron su nombre del mismo parque dentro de la ciudad de Dayton y tomaron un papel importante en el desarrollo del soccer en el área del Miami Valley. 

## Temporada por temporada
| Año     | Victorias | Derrotas | Empates | Posición Final | Entrenador  |  |
| ------- | --------- | -------- | ------- | -------------- | ----------- |  |
| 1920    | 5         | 2        | 2       | 6º             | Bud Talbott |  |
| 1921    | 4         | 4        | 1       | 8º             | Bud Talbott |  |
| 1922    | 4         | 3        | 1       | 7º             | Carl Storck |  |
| 1923    | 1         | 6        | 1       | 16º            | Carl Storck |  |
| 1924    | 2         | 6        | 0       | 13º            | Carl Storck |  |
| 1925    | 0         | 7        | 1       | 16º            | Carl Storck |  |
| 1926    | 1         | 4        | 1       | 16º            | Carl Storck |  |
| 1927    | 1         | 6        | 1       | 10º            | Lou Mahrt   |  |
| 1928    | 0         | 7        | 0       | 10º            | Fay Abbott  |  |
| 1929    | 0         | 6        | 0       | 12º            | Fay Abbott  |  |
| Totales | 18        | 51       | 8       |                |             |  |